# Stazione di Formigine
La stazione di Formigine è una stazione ferroviaria posta sulla linea Modena-Sassuolo, a servizio del comune di Formigine, gestita da Ferrovie Emilia Romagna (FER).

## Storia
La stazione venne attivata il 1º aprile 1883, contestualmente al resto della linea. Attualmente, la stazione conta due binari serviti da altrettanti marciapiedi; in passato era presente un terzo binario passante, in previsione di un prolungamento della linea ferroviaria verso Pavullo e Lama di Mocogno. I relativi lavori, iniziati nel 1915, furono tuttavia definitivamente abbandonati nel 1938.
Dal 13 giugno 2022 al 9 dicembre 2023 è stata stazione capolinea, per via dei lavori di realizzazione un sovrappasso ferroviario sull'ex Strada statale 467 di Scandiano, tra le fermate di Fiorano e Sassuolo Quattroponti, in sostituzione di un passaggio a livello.

## Strutture e impianti
La stazione è dotata di un fabbricato viaggiatori. Sono presenti due binari di corsa, serviti da altrettanti marciapiedi con pensilina, collegati da un sottopassaggio.
I marciapiedi sono alti 55cm.
Il sistema di informazioni ai viaggiatori è sonoro e video.

## Movimento
La stazione è servita dai treni regionali in servizio sulla tratta Modena-Sassuolo, cadenzati ogni 40 minuti durante la giornata.
I treni sono svolti da Trenitalia Tper nell'ambito del contratto di servizio stipulato con la regione Emilia-Romagna.
La bigliettazione è svolta da Seta Spa e Trenitalia Tper. Lungo i marciapiedi della stazione sono presenti alcune obliteratrici.
A novembre 2019, la stazione risultava frequentata da un traffico giornaliero medio di circa 936 persone (472 saliti + 464 discesi).